# Brauerei Allersheim

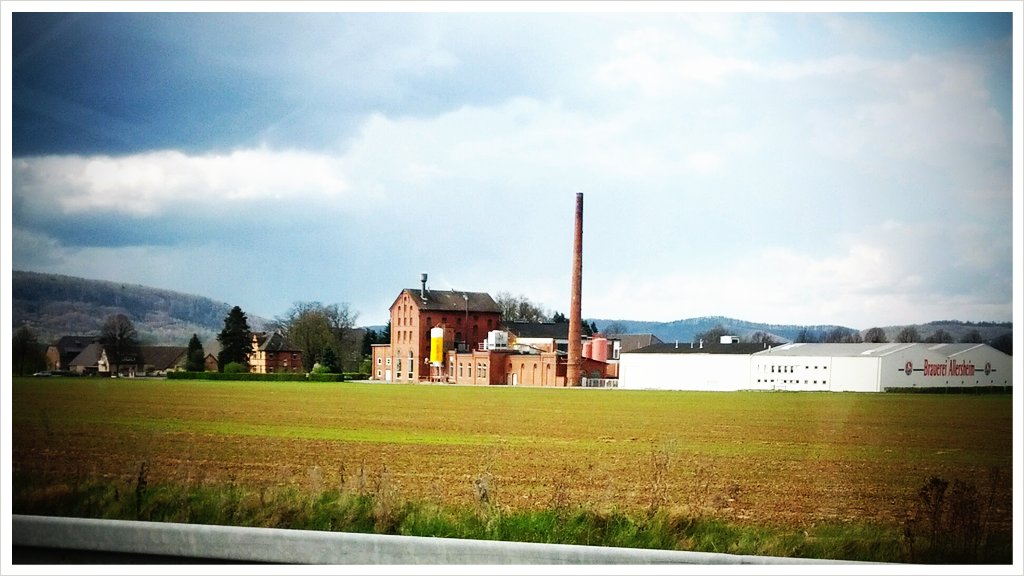
Die Brauerei Allersheim

Die Brauerei Allersheim befindet sich im  gleichnamigen Ortsteil der Stadt Holzminden, der als Wirtschaftshof des Klosters Amelungsborn entstanden ist.

## Geschichte
Die Brauerei wurde 1854 vom damaligen Pächter der Domäne Allersheim, Amtsrat Otto Baumgarten, gegründet, dieser hatte Physik und Chemie studiert und dann 1851–1852 in München die Braukunst erlernt. Er baute als zweites Standbein neben dem Ackerbau eine Brauerei in Allersheim auf. Als Grundlage der Produktion von Bier bietet der Standort Holzminden einerseits frisches Quellwasser aus dem Mittelgebirge Solling, andererseits ist die Umgebung Holzmindens landwirtschaftlich geprägt, so dass Gerste und Hopfen im direkten Einzugsbereich der Brauerei gedeihen. Die Gerste lieferte die Domäne zunächst selber, der Hopfen musste zugekauft werden. Später wurde auf dem Burgberg bei Bevern ein Hopfengarten von 1¼ Hektar angebaut.
1887 verstarb der Firmengründer und die Witwe Anna Baumgarten übernahm mit ihrer Familie bis 1892 die Brauerei, ehe 1893 Carl Scheidemann die Geschäftsführung übernahm und 1900 den Bierausstoß auf 40.000 Hektoliter Bier verdoppelte.
1948 verstarb Scheidemann. Sein Sohn Dieter Scheidemann blieb vorerst Gesellschafter des Unternehmens. Walter Berns übernahm ab 1948 als geschäftsführender Gesellschafter das Unternehmen.
1950 wurden über 50 Mitarbeiter beschäftigt und der Fuhrpark bestand aus neun Lastkraftwagen und fünf Pferdegespannen. Durch eine Absenkung der Biersteuer in den 1950er Jahren und einer stetigen Steigerung des Vertriebs konnte die Brauerei im Landkreis Holzminden zum Marktführer im Gaststättenausschank werden.
1967 endete die Familientradition mit der Übergabe der Geschäftsführung von Walter Berns auf Rudolf Weisbrod. 1970 übernahm die Dortmunder Actien-Brauerei 37 Prozent der Geschäftsanteile. Unter der Geschäftsführung von Walter Hopf übernahm die Brauerei Allersheim 1978 die Brauerei Förster und Brecke aus Hameln, was zu einem höheren Bierausstoß führte.
Ab 1978 war Braumeister Rudolf Trittel, ein Ur-Ur-Enkel des Gründers, für die Produktion verantwortlich.
Ab 1979 wurde das Allersheimer Bügel-Pils angeboten und erreichte im ersten Jahr einen Absatz von 10.000 Hektolitern.
Zusammen mit der Lokalzeitung Täglicher Anzeiger Holzminden ist das Unternehmen seit 1981 jährlicher Veranstalter des Presse- und Bierfestes (PreBie) in der Stadthalle von Holzminden.
Die Brauerei Förster und Brecke wurde 1985 geschlossen.
1992 übernahm Hans-Jürgen Breuer die Geschäftsführung der Brauerei. Im Oktober 2003 übernahm Rainer Stranz aus Dortmund die Geschäftsführung bis zum 31. Dezember 2012. Im Mai 2009 ging der Braumeister und Betriebsleiter Rudolf Trittel in den Ruhestand, sein Nachfolger wurde Rudolf Ley, der zuvor 2. Braumeister war. Von 1978 bis 2009 wurden 3,071 Millionen Hektoliter Bier produziert.
Am 1. Januar 2013 übernahm der bisherige Prokurist und Leiter des Finanz- und Rechnungswesens Bernd Stölzle die Geschäftsführung bis zum 15. Oktober 2013. Danach gab es bis Juni 2014 mit Stölzle und Stranz zwei Geschäftsführer.
Im Juni 2014 trat Dirk Brüninghaus als Geschäftsführer die Nachfolge von Rainer Stranz an.
Im Mai 2015 wurden in Zusammenarbeit mit Victor Herzog von Ratibor (bis 2009: Viktor Metternich-Sándor), Fürst von Corvey und der Geschäftsführung der Brauerei Allersheim die neuen Biersorten Corveyer Naturtrüb Hell und Corveyer Naturtrüb Dunkel eingeführt.

## Geschäftsführung und Eigentümer
Die Brauerei war zu mehr als 2/3 in Familienbesitz, der Rest wurde von der Brau und Brunnen AG gehalten.
Zuletzt gehörten 63 Prozent den Gesellschaftern und 37 Prozent der Dortmunder Actien-Brauerei, die wiederum zur Radeberger Gruppe der Dr. August Oetker KG gehört.
Im Dezember 2020 erwarb Hotelier Alexander Fitz (H-Hotels) die Mehrheit der Geschäftsanteile an der Allersheimer Brauerei, nachdem er 2018 bereits das Hofbrauhaus Arolsen übernommen hatte.
Geschäftsführer war seit Juni 2014 Dirk Brüninghaus. Braumeister und Betriebsleiter war Rudolf Ley, 2. Braumeister war Rüdiger Klie.
Die Brauerei beschäftigte 2005 rund 40 Mitarbeiter.

## Übernahme und Schließung
Im Verlauf des Jahres 2024 wurde der Betrieb von der Brauerei Westheim übernommen. Die Produktion in Allersheim wurde eingestellt, die Marken werden weiter bei Westheim produziert. Der Standort Allersheim soll als Logistiklager erhalten bleiben.

## Produkte
Die Brauerei vertreibt Getränke unter den Marken „Allersheimer“; „Corveyer“ und „Arolser“
- Allersheimer: Urpils, Bügel-Pils, Landbier, 1854 und Weißbier, teilweise auch alkoholfrei und als Radler
- Corveyer Naturtrüb Hell und Dunkel
- Arolser: Pils und Alt Waldecker Dunkel

Daneben werden Erfrischungsgetränke unter der Marke Caluna angeboten: Cola, Lemon, Orange und Cola-Orange.

## Baudenkmal Sudhaus
Das im Jahr 1900 erbaute Sudhaus der Allersheimer Brauerei ist ein geschütztes Baudenkmal.